# Норгленвольд
Норгленвольд (англ. Norglenwold) — літнє село в Канаді, у провінції Альберта, у складі муніципального району Ред-Дір.

## Населення
За даними перепису 2016 року, літнє село нараховувало 273 особи постійного населення, показавши зростання на 17,7%, порівняно з 2011-м роком. Середня густина населення становила 443,8 осіб/км².
З офіційних мов обидвома одночасно володіли 15 жителів, тільки англійською — 255. Усього 15 осіб вважали рідною мовою не одну з офіційних.
Працездатне населення становило 115 осіб (57,5% усього населення), рівень безробіття — 8,7%.

## Клімат
Середня річна температура становить 2,7°C, середня максимальна – 21,3°C, а середня мінімальна – -18,5°C. Середня річна кількість опадів – 488 мм.
| Клімат поселення                              | Клімат поселення | Клімат поселення | Клімат поселення | Клімат поселення | Клімат поселення | Клімат поселення | Клімат поселення | Клімат поселення | Клімат поселення | Клімат поселення | Клімат поселення | Клімат поселення | Клімат поселення |
| Показник                                      | Січ.             | Лют.             | Бер.             | Квіт.            | Трав.            | Черв.            | Лип.             | Серп.            | Вер.             | Жовт.            | Лист.            | Груд.            |                  |
| Середній максимум, °C                         | −6,35            | −3,14            | 1,96             | 9,32             | 15,08            | 19,23            | 21,29            | 20,98            | 16,05            | 10,86            | 1,97             | −3,78            |                  |
| Середня температура, °C                       | −12,44           | −9,2             | −4,12            | 3,24             | 9,00             | 13,14            | 15,49            | 15,18            | 10,25            | 5,06             | −3,84            | −9,58            |                  |
| Середній мінімум, °C                          | −18,5            | −15,28           | −10,19           | −2,82            | 2,93             | 7,07             | 9,68             | 9,38             | 4,45             | −0,76            | −9,65            | −15,4            |                  |
| Норма опадів, мм                              | 19               | 14               | 19               | 23               | 55               | 91               | 90               | 71               | 54               | 20               | 15               | 17               |                  |
| Середньомісячна швидкість вітру, м/с          | 3.20             | 3.21             | 3.43             | 3.70             | 3.70             | 3.40             | 3.03             | 2.90             | 3.15             | 3.40             | 3.34             | 3.27             |                  |
| Середньомісячна сонячна радіація, кДж/м²·день | 3819             | 7315             | 12355            | 17185            | 20636            | 22023            | 22599            | 19056            | 13156            | 7925             | 4068             | 2907             |                  |
| --------------------------------------------- | ---------------- | ---------------- | ---------------- | ---------------- | ---------------- | ---------------- | ---------------- | ---------------- | ---------------- | ---------------- | ---------------- | ---------------- | ---------------- |
| Джерело:                                      |                  |                  |                  |                  |                  |                  |                  |                  |                  |                  |                  |                  |                  |